# Chesterton, Cambridge
Chesterton är en stadsdel i Cambridge, i distriktet Cambridge, i grevskapet Cambridgeshire i England. Chesterton var en civil parish fram till 1923 när blev den en del av Cambridge. Civil parish hade 11 611 invånare år 1921. Byn nämndes i Domedagsboken (Domesday Book) år 1086, och kallades då Cestretone.